# Артамонов Олексій Михайлович
Олексій Михайлович Артамо́нов (18 лютого 1918, Введенка — 18 грудня 2011) — український живописець, член Спілки радянських художників України з 1945 року.

## Біографія
Народився 18 лютого 1918 року в селі Введенці (нині Пічаєвський район Тамбовської області, Росія). Працював декоратором у Московському театрі оперети. Протягом 1934—1938 років навчався у Московському художньому училищі імені 1905 року, був учнем Миколи Кримова.
У 1938 році, після закінчення училища, призваний до лав Червоної армії. Служив в танкових військах в Старокостянтинові. Брав участь в радянсько-фінській війні, Польському поході РСЧА, Бессарабсько-буковинському поході. Німецько-радянська війна застала його в Перемишлі. Був важко поранений і опинився в тилу ворога. Відразу після одужання організував підпільну групу з оточенців, яка в січні 1942 року влилася в партизанський загін Антона Одухи, пізніше названий ім'ям Федора Михайлова. Став командиром диверсійної групи, а потім заступником командира партизанського загону імені Кармалюка. Протягом 1943 року особисто підірвав 12 ешелонів противника з живою силою і технікою. В Українському штабі партизанського руху, яким командував Тимофій Строкач, оформили документи на звання Героя Радянського Союзу, але тодішній секретар ЦК КП(б)У Микита Хрущов, розглянувши документи, відмовив у нагороді.
У 1944 році переїхав до Києва. Протягом 1945—1949 років працював головним художником Виставки партизанської слави в Києві. Член ВКП(б) з 1947 року.

Могила Олексія Артамонова, Байкове кладовище

Мешкав у Києві в будинку на бульварі Лихачова, № 2 квартира № 38 та у будинку на вулиці Курганівській, № 3, квартира № 14. Помер на 94-му році життя 18 грудня 2011 року. Похований у Києві на Байковому кладовищі (ділянка № 33).

## Творчість
Художник працював у галузях станкового і монументального живопису, плаката. Автор тематичних картин, композиційних портретів, пейзажів. Серед робіт:
- «Нафтова вишка. Борислав» (1947);
- «Оранка» (1957);
- «Портрет Р. Карусенка» (1961);
- «Шевченко в Москві» (1961, співавтори Микола Базилєв, Георгій Бахмутов);
- «Командир партизанського загогу імені Тараса Шевченка В. Томашевський» (1963—1964);
- «Теплий вечір» (1963, Донецький художній музей);
- «Партизанка» (1966);
- «Народні месники» (1967);
- «Сільська хата» (1967);
- «Партизанські вожді» (1968; Сидір Ковпак та Семен Руднєв);
- «Суворовці» (1968);
- «За Батьківщину» (1971);
- «У тилу ворога» (1972);
- «Слава героям» (1972);
- «Після бою» (1974);
- «Йде війна народна» (1975);
- «Підривники» (1977);
- «У загін до Сидора Ковпака» (1979);
- «Це — наша молодість» (1981);
- «На бойове завдання» (1983);
- «Портрет партизана» (1984);
- «Інтернаціоналісти» (1984; Ян Налепка і генерал Олександр Сабуров);
- «На визволеній землі» (1985);
- «Велика дружба. Зустріч Тараса Шевченка з Михайлом Щепкіним» (1988);
- «На сонячній полонині» (1991);
- «Дніпро. Букрин» (1995);
- «Чорне море» (2001).

З 1950-х років працював над суто пейзажними творами, спочатку в техніці олійного живопису й темпери, а згодом акварелі:
- «Щучинка ввечері» (1971);
- «Водопілля на Дніпрі» (1976);
- «Похмуро в горах» (1979);
- «Сніг тане» (1981);
- «Гроза насувається» (1982);
- «Буряний вечір» (1983).

Автор серії краєвидів Закарпаття, Криму і Середньої Азії, акварелей, рисунків із пейзажами Греції, Іспанії, Нідерландів, Польщі, Угорщини, Югославії.
Співавтор декоративного панно філії Центрального музею Володимира Леніна у Києві на тему з історії КПРС (1965—1966; разом з І. Грачовим).
З 1947 року брав участь у республіканських, а з 1968 року у всесоюзних виставках художніх робіт.
Крім згаданого музею, роботи художника зберігаються у Національному художньому музеї України та Національному музеї історії України у Другій світовій війні у Києві.

## Відзнаки
почесні звання
- заслужений діяч мистецтв УРСР з 1974 року;
- народний художник УРСР з 1985 року;

нагороди
- радянські ордени Леніна (1945), Вітчизняної війни І ступеня (1985), Дружби народів (1989);
- українські ордени Богдана Хмельницького III та II ступеня (1999; 2001);
- срібна медаль імені Митрофана Грекова (1987);
- почесні грамоти Президії Верховної Ради Української РСР (1968) та Кабінету Міністрів України (2007).